# Гута-Бобрицкая
Гу́та-Бо́брицкая (укр. Гута-Бобрицька) — село на Украине, находится в Емильчинском районе Житомирской области.
Код КОАТУУ — 1821781403. Население по переписи 2001 года составляет 42 человека. Почтовый индекс — 11264. Телефонный код — 4149. Занимает площадь 0,32 км².

## Адрес местного совета
11263, Житомирская область, Емильчинский р-н, с.Буда-Бобрица